# 傑迪瑪蒂克衝鋒槍
傑迪瑪蒂克（英語：Jatimatic）是一款由芬兰槍械設計師亞利·蒂瑪里在1970年代末至1980年代初所設計、坦佩雷輕武器公司（Tampeeren Asepaja Oy）所生產的沖锋枪，發射9×19毫米手枪子彈。
1983年，該衝鋒槍最初是由坦佩雷輕武器公司以傑迪瑪蒂克之名在非常少量生產（約400枝）以下首次亮相；後來1995年，由另一家芬蘭公司金槍有限公司（Oy Golden Gun Ltd）以GG-95 PDW重新推出，但兩度嘗試的結果都是失敗收場。
該槍的設計主要對象是警察、安全部隊和裝甲車輛的乘員。該衝鋒槍從來並無被芬蘭國防軍採用，雖然後來1990年代GG-95 PDW版本獲芬蘭國防軍進行測試；試驗的結論卻是，GG-95並不適合作為制式武器。

## 歷史
該衝鋒槍被設計為一款容易藏身於便衣之中的監視用槍械，但很快地因為1984年一批22枝衝鋒槍從車間被盜取，而令該槍從犯罪方向「贏得聲譽」。坦佩雷輕武器公司的生產許可因而被撤銷，並再也沒有生產武器。

## 設計細節

### 操作機構
傑迪瑪蒂克是一枝全自動、開放式槍栓、反沖作用操作式槍械。這種設計的一個獨特之處是槍機導軌相對於膛口軸線的角度。發射時，其包覆著大部份槍管長度的包絡式槍機以沿著與槍管軸線夾角形成7°的路線進行後座和復進，因此在射擊時槍機的複進運動期間會產生向前及向下的力，也就是說把槍機用作控制槍口上跳的配重部件，從而有效地在全自動射擊期間控制槍口上揚。這種槍機運動方式的另一個好處是令使用者握持手槍握把位置更為貼近槍管軸線至直接對齊。由於手槍握把位置比許多其他常規結構的衝鋒槍要高，因此也有利於射擊時將後座力向後指向使用者，消除因向上的翻轉力矩而出現的槍口上揚，令全自動射擊的穩定性良好，即使單手射擊的時候也很好控制。

### 特性
槍機上附有抽殼鈎而固定型拋殼頂桿則被安裝在扳機外殼。由於槍機必須按遍歷順序以向上的角度射擊，武器沒有上膛坡道，所以子彈由槍機直接從彈匣推入膛室之中。
武器的拋殼口被在前向（閉合）和槍機組件的縮回位置所覆蓋，保護該槍的內部機構免受灰塵和碎屑污染。槍機的左側外表面刻有標記著“FIRE”（發射）的可視化警告標誌，當武器處於待擊時（槍機移到後方位置），這標誌可藉由拋殼口看見。
擊發機構設有兩段漸進式扳機，它具有兩種操作模式：當瞬間扣壓扳機時的半自動射擊，和扣壓扳機到底直到放鬆的全自動射擊。該槍並無快慢機以控制發射模式。傑迪瑪蒂克設有擊針擊發機構，藉由槍機以內安裝的一根固定式擊針（復位彈簧兼用作擊針彈簧）擊發。
許多武器部分，包括機框、手槍握把／拉機柄、扳機、阻鐵和切斷裝置是由塑料製成，而其它許多的部分則是由不鏽鋼製成；該槍總共只有39件單個組件。機匣與其具有的鉸接蓋都是由衝壓製薄鋼板所製成。
傑迪瑪蒂克取消了該類型槍支常配備的折疊式槍托；該武器是由主力手作腰射或拉直手臂射擊，而這兩種都並非將槍械搭在射手的肩上射擊。然而，售後市場的槍托可供其緊固在手槍握把的下側，給它更高的精度的同時，還保護照門不受彎曲或折斷。

### 供彈方式
傑迪瑪蒂克使用20或40發可拆卸式彈匣，由擠壓工藝製造的鋁型材加上塑料托彈板、鋼製托彈簧和鋼製底板製成。該武器還可以容納專為卡爾·古斯塔夫M/45／瑞典-K研製，以及經過一些修改的史密斯威森M76的彈匣。該武器專為發射北約標準的9×19毫米魯格手枪子彈。
重新裝填該武器時涉及拉動折疊式垂直前握把，這同時是其拉機柄。前握把展開並且由一個彈簧鎖鎖定，然後拉動到後方，最後向前引導回到原位以推彈上膛。發射過程中前握把不會與槍機一起往復運動；而且也作為保險機構，在收起（折疊）位置時為保險模式，藉由使用在前握把上的凸耳深入在槍機之中的的凹槽口以內並且嚙合，將槍機固定在前方或後方任何一個位置以上。這使得武器可以安全地進行裝彈或退彈任何一種操作，並提供了一個「防跌落保險」（英語：Drop Safety）功能。

### 瞄準具型式
傑迪瑪蒂克具有固定在100米的開放式機械瞄具。

## 流行文化

### 电影
- 1984年—《赤色黎明》：由古巴軍隊的貝拉上校（Colonel Strelnikov，威廉·史密斯（英语：William Smith (actor)）飾演）所使用，平時以自製槍套攜帶，可能是用以替代PM-63 Rak衝鋒槍。
- 1992年—：由Johnny Wong的黨羽所使用。
- 1992年—《警察故事III超級警察》：由毒販的護衛所使用。

## 資料來源
1. 1 2 3 4 5 6  Wozniak, Ryszard. . Warsaw, Poland: Bellona. 2001: 133–134. ISBN 83-11-09310-5 （波兰语）.
2. 1 2 3 4 5  Long, Duncan. . 科羅拉多州波德市: 帕拉丁出版社. 1986: 24–26. ISBN 0-87364-353-4.
3. ↑  美國專利第4,555,973号

## 外部連結
- （英文）—Modern Firearms—Jati-Matic submachine gun / GG-95 PDW （页面存档备份，存于）
- （英文）—Forgotten Weapons.com—Jatimatic （页面存档备份，存于）
- （日語）—YouTube上的Video of operation
- （简体中文）—D boy Gun World（槍炮世界）—Jati-Matic / GG-95 （页面存档备份，存于）